# Swimrun
Ne doit pas être confondu avec Aquathlon.
Le swimrun (prononcé /ˈswɪmrʌn/, de l'anglais swim « nage » et run « course [à pied] ») est un sport de pleine nature combinant course à pied (sur route ou sentier) et nage en eau libre. Apparu vers 2006, ce nouveau sport se pratique principalement par équipe de deux et consiste en plusieurs alternances entre les deux disciplines sur des distances variables.

## Historique
L'idée de transformer en épreuve sportive le défi amical qui consiste à relier à pied et à la nage, et le plus rapidement possible, deux hôtels situés sur des îles suédoises au large de Stockholm, revient à Michael Lemmel et Mats Skotts qui créent en 2006 la première course de « swimrun » officielle sous le nom de Ö till ö (île en île). Les deux premières années (2006 et 2007), seules 11 équipes ont pris le départ et seulement deux ont réussi à terminer dans les délais. La création de cette épreuve multi-sport par équipe et dans l'esprit d'un raid nature est l'acte de fondation de cette nouvelle pratique sportive,.

## Développement
Né en 2006 en Suède, ce sport devient de plus en plus populaire partout en Europe  puis en Amérique du Nord et en Océanie (depuis 2015) où de plus en plus de courses sont organisées au fil des années. Des sportifs confirmés comme le Suédois Jonas Colting ou les Français Cédric Fleureton et David Hauss participent au championnat du monde de swimrun (Ö till ö).

## Encadrement
En France, le swimrun est encadré par la Fédération française de triathlon (FFTri).

## Pratique
Le swimrun se pratique la plupart du temps par équipe de deux. Certains organisateurs offrent néanmoins la possibilité aux athlètes de participer en solo sur des formats de course plus courts type Sprint.